# Liste der Kulturdenkmäler in Breitenau (Westerwald)
In der Liste der Kulturdenkmäler in Breitenau sind alle Kulturdenkmäler der rheinland-pfälzischen Ortsgemeinde Breitenau aufgeführt. Grundlage ist die Denkmalliste des Landes Rheinland-Pfalz (Stand: 21. Dezember 2021).

## Einzeldenkmäler
| Bezeichnung                       | Lage                                      | Baujahr                           | Beschreibung | Bild                           |
| --------------------------------- | ----------------------------------------- | --------------------------------- | --- | ------------------------------ |
| Katholische Pfarrkirche St. Georg | Hauptstraße Lage                          |                                   | romanischer Westturm, klassizistischer Saalbau, 1809; Gesamtanlage mit Pfarrhaus (Hauptstraße 20), um 1870; steinernes Kreuz (Zeitstellung unklar) | weitere Bilder Fotos hochladen |
| Wohnhaus                          | Hirzener Straße 16 Lage                   | erste Hälfte des 18. Jahrhunderts | Fachwerkhaus, teilweise verputzt, erste Hälfte des 18. Jahrhunderts                                                                                | Fotos hochladen                |
| Kapelle                           | Hirzener Straße 19 Lage                   | spätes 18. Jahrhundert            | Kapelle, eventuell noch aus dem 18. Jahrhundert, Eingangsseite um 1920                                                                             | weitere Bilder Fotos hochladen |
| Wegekapelle                       | Nauorter Straße Lage                      | 1903                              | Wegekapelle, Kalksandsteinmauerwerk, 1903 | weitere Bilder Fotos hochladen |
| Hof Adenroth                      | südwestlich des Ortes im Saynbachtal Lage | ab 1268                           | ehemaliger Hof des Klosters Schönstatt, im 19. Jahrhundert umgebaut, gotische Kapelle von 1268 mit barockem Dachreiter                             | weitere Bilder Fotos hochladen |